# Karl Strack (Mediziner)
Karl Strack (* 17. Februar 1722 in Mainz; † 10. Oktober 1805 in Aschaffenburg) war ein deutscher Arzt.

## Leben und Wirken
Karl Strack studierte Medizin in Mainz, Paris, Berlin und Erfurt. In Erfurt wurde er 1747 promoviert. In Mainz erhielt er 1754 die Professur für Chirurgie, 1763 für Physiologie und Pathologie und 1782 für Chemie. 1784 bei der Restauration der Universität Mainz wurde ihm der Titel eines „kurfürstlichen Hof- und Regierungsrats“ verliehen. Im Juni 1794 zog er zusammen mit dem Mainzer Kurfürsten Friedrich Karl Joseph von Erthal und einem Teil seiner professoralen Kollegen nach Aschaffenburg.
Besondere Beachtung fand Stracks Arbeit über die Behandlung des Milchschorfs mit dem Pulver vom Kraut des wilden Stiefmütterchens. Ohne dass er seine Quellen benannte griff er dabei auf Erfahrungsberichte aus dem späten Mittelalter und der frühen Neuzeit zurück. Ähnlich war sein Wiener Kollege Anton von Störck bei seinen Untersuchungen zur Pharmakologie der Herbstzeitlose und des Blauen Eisenhuts vorgegangen. Auch die Amerikaner John Stearns und Oliver Prescott bedienten sich zu Beginn des 19. Jh. dieses Verfahrens, als sie bei ihren Untersuchungen alter Volksheilmittel die bereits im späten Mittelalter und in der frühen Neuzeit bekannte wehenverstärkende Wirkung des Mutterkorns beschrieben.

## Werke (Auswahl)
- Dissertatio de mechanismo, effectu, usu respirationis sanae. Erfurt 1747
- Dissertatio de reliquis instrumentis, quibus praeter contractionem cordis sanguis in circulum agitur. Mainz 1752
- Tentamen medicum de dysenteria, et qua ratione eidem medendum sit. Mainz 1760
- Observationes medicinales de morbo cum petechiis et qua ratione eidem medendum sit. Macklotianus, Karlsruhe 1766 (Digitalisat)
- Observationes medicinales de colica pictonum maximeque ob arthritidem. Frankfurt und Leipzig 1772 (Digitalisat)
- De crusta lactea infantum ejusdemque specifico remedio dissertatio : quam Scientiarum, Artium atque Litterarum Academia, quae Lugduni in Galliis est altero duplici praemio coronavit die 3 Decembr. Ann. 1776. Andreae, Frankfurt am Main 1779. (Digitalisat)
  - Von dem Milchschorf der Kinder und einem spezifiken Mittel darwider : eine von der Akademie der Wissenschaften zu Paris gekrönte Preißschrift. Hoffmann, Weimar 1788 (Digitalisat)
- Ad quaestionem, quam de enervando variolarum miasmate saluberrima facultas medica Parisiensis proposuerat, responsum : quod eiusdem facultatis iudicio proxime ad praemium accessit die 5. Novembris anno 1778.  Andreae, Frankfurt am Main 1780 (Digitalisat)
- Akademische Reden von der Pflege der Kranken und von dem Betrug der Säugammen. Frankfurt 1779
- Karl Stracks Beantwortung der Preisfrage, die die medicinische Fakultät zu Paris aufwarf: Ein Mittel anzugeben, das Blatterngift unwirksam zu machen : und welche nach dem Urtheile der nämlichen Fakultät das Accessit erhielte am 16. des Wintermonats 1778. Andreae, Frankfurt am Main 1780 (Digitalisat)
- Dissertatio de catarrho epidemico anni 1782. Crass, Mainz 1784 (Digitalisat)
- Observationes medicinales de febribus intermittentibus et qua ratione eisdem medendum sit : opus quod scientiarum, artium atque litterarum academia divionensis praemio coronavit, die 11 Augusti 1782. Weiss, Offenbach 1785 (Digitalisat)
  - Beobachtungen über die Wechselfieber. Weiß und Brede, Offenbach am Main 1786 Digitalisat MDZ
- Nova theoria pleuritidis verae et recta eidem medendi ratio : experimentis demonstrata. Mainz, Alef 1786 (Digitalisat)
- Das allgemeine Krankenhaus in Mainz. Frankfurt 1788
- Observationes medicinales de una prae caeteris causa, propter quam sanguis e foeminarum utero nimius profluit, atque haec quomodo submoveri debeat. Voss, Berlin 1794 (Digitalisat)